# Leptodusa expugnata
Leptodusa expugnata är en insektsart som först beskrevs av Boris Petrovich Uvarov 1917.  Leptodusa expugnata ingår i släktet Leptodusa och familjen vårtbitare. Inga underarter finns listade i Catalogue of Life.